# المغرب في الألعاب البارالمبية الصيفية 2024
شارك المغرب في دورة الألعاب البارالمبية الصيفية 2024 في باريس، فرنسا، في الفترة من 28 أغسطس إلى 8 سبتمبر.

## المتنافسون
وفيما يلي قائمة بأعداد المتنافسين في الألعاب.
| الرياضة                                           | الرجال | السيدات | المجموع |
| ------------------------------------------------- | ------ | ------- | ------- |
| ألعاب القوى                                       | 9      | 8       | 17      |
| كرة القدم للمكفوفين                               | 10     | —       | 10      |
| ركوب الدراجات في الألعاب البارالمبية الصيفية 2024 | 1      | 0       | 1       |
| رفع الأثقال                                       | 0      | 2       | 2       |
| التايكوندو                                        | 2      | 2       | 4       |
| تنس الكراسي المتحركة                              | 2      | 2       | 4       |
| المجموع                                           | 24     | 14      | 38      |

## ألعاب القوى
حقق الرياضيون المغاربة في ألعاب القوى مراكزهم في المسابقات التالية بناءً على نتائجهم في بطولة العالم 2023، أو بطولة العالم 2024، أو من خلال تخصيص الأداء العالي، طالما أنهم يستوفون معيار الدخول الأدنى (MES).
- ملاحظة –التصنيفات المعطاة لفعاليات المضمار تكون ضمن تصفيات الرياضي فقط
- Q = مؤهل للجولة التالية
- q = مؤهل للجولة التالية باعتباره الخاسر الأسرع أو، في فعاليات الميدان، حسب المركز دون تحقيق هدف التأهل
- DQ = غير مؤهل
- PR = السجل البارالمبي
- AR = سجل المنطقة (أو القارة)
- NR = السجل الوطني
- SB = أفضل موسم
- N/A = الجولة غير قابلة للتطبيق على الفعالية
- Bye = الرياضي غير مطالب بالتنافس في الجولة

فعاليات المضمار والطريق
| الرياضي                | الفعالية            | الجولة التمهيدية | الجولة التمهيدية | النهائي  | النهائي  |
| الرياضي                | الفعالية            | النتيجة          | المرتبة          | النتيجة  | المرتبة  |
| ---------------------- | ------------------- | ---------------- | ---------------- | -------- | -------- |
| عبد السلام حيلي        | 400 متر رجال T12 ‏   | DSQ              | DSQ              | لم يتقدم | لم يتقدم |
| منصف بوجة              | 100 متر رجال T12 ‏   | 11.14            | 4                | لم يتقدم | لم يتقدم |
| منصف بوجة              | 400 متر رجال T12 ‏   | 48.98            | 1 Q              | 48.62    | الأول    |
| أيمن الحداوي           | 400 متر رجال T47 ‏   | 47.15            | 1 Q              | 46.65    | الأول    |
| أيمن الحداوي           | 100 متر رجال T47 ‏   | 10.69            | 1 Q              | 10.78    | الثالث   |
| أيوب سادني             | 100 متر رجال T47 ‏   | DSQ              | DSQ              | لم يتقدم | لم يتقدم |
| أيوب سادني             | 400 متر رجال T47 ‏   | 46.98            | 1 Q              | 47.16    | الثاني   |
| أمين شنتوف             | ماراثون الرجال T12  | —                | —                | 2:24:35  | الثالث   |
| فاطمة الزهراء الإدريسي | 1500 متر سيدات T13 ‏ | —                | —                | 4:22.98  | الثاني   |
| فاطمة الزهراء الإدريسي | ماراثون السيدات T12 | —                | —                | 2:48:36  | الأول    |
| مريم النورهي           | ماراثون السيدات T12 | —                | —                | 2:58:18  | الثاني   |

فعاليات الميدان
الرجال
| الرياضي          | الفعالية       | النهائي  | النهائي |
| الرياضي          | الفعالية       | المسافة  | المركز  |
| ---------------- | -------------- | -------- | ------- |
| زكرياء الدرهم    | رمي الجلة F33  | 11.26    | الثالث  |
| عز الدين النويري | رمي الجلة F34  | 11.70 AR | الثاني  |
| عبد الإله الكاني | رمي الجلة F53 ‏ | 9.22     | الثاني  |
| عز الدين النويري | رمي الرمح F34  | 30.30    | 7       |
| زكرياء الزوهري   | رمي الرمح F64  | 58.58    | 6       |

السيدات
| الرياضي          | الفعالية                                                           | النهائي  | النهائي |
| الرياضي          | الفعالية                                                           | المسافة  | المركز  |
| ---------------- | ------------------------------------------------------------------ | -------- | ------- |
| فوزية القسيوي    | رمي الجلة F33                                                      | 7.16 SB  | 5       |
| سعيدة عمودي      | رمي الجلة F34                                                      | 7.80 SB  | الثالث  |
| أميمة أوبرايم    | رمي العصا F32 ‏                                                     | 18.82    | 11      |
| يسرى كريم        | رمي الجلة للسيدات F41                                              | 8.77     | 5       |
| حياة الكرعة      | رمي الجلة للسيدات F41                                              | 8.32     | 7       |
| يسرى كريم        | رمي القرص F41                                                      | 36.46    | الثاني  |
| حياة الكرعة      | رمي القرص F41                                                      | 29.74    | 4       |
| نور الهدى الكاوي | ألعاب القوى في الألعاب البارالمبية الصيفية 2024 – رمي القرص للنساء | 23.42    | 5       |
| فوزية القسيوي    | رمي الرمح للسيدات F34                                              | 15.98 PR | 7       |
| سعيدة عمودي      | رمي الرمح للسيدات F34                                              | 14.73    | 10      |

## كرة القدم للمكفوفين
تأهل المنتخب المغربي لكرة القدم للمكفوفين إلى دورة الألعاب البارالمبية بعد فوزه ببطولة أمنتخبيا 2022 التي أقيمت في بوزنيقة.
ملخص
| المنتخب       | الفعالية     | مرحلة المجموعات   | مرحلة المجموعات | مرحلة المجموعات  | مرحلة المجموعات | نصف النهائي     | النهائي / BM    | النهائي / BM |
| المنتخب       | الفعالية     | المنافس النتيجة   | المنافس النتيجة | المنافس النتيجة  | المرتبة         | المنافس النتيجة | المنافس النتيجة | المرتبة      |
| ------------- | ------------ | ----------------- | --------------- | ---------------- | --------------- | --------------- | --------------- | ------------ |
| المغرب للرجال | بطولة الرجال | الأرجنتين · ت 0–0 | اليابان · ف 1–0 | كولومبيا · خ 0–1 | 3               | —               | الصين · خ 0–1   | 6            |

قائمة المنتخب 

المدرب: إدريس المنتقي
فيما يلي قائمة المنتخب المغربي في بطولة كرة القدم الخماسية في دورة الألعاب البارالمبية الصيفية 2024.
| الرقم | المركز | اللاعب          | التصنيف | تاريخ الميلاد (العمر)     |
| ----- | ------ | --------------- | ------- | ------------------------- |
| 1     | حارس   | سمير بارا       | مبصر    | 29 يونيو 1984 (العمر 40)  |
| 3     | مدافع  | حسام غيلي       | B1      | 9 سبتمبر 1993 (العمر 30)  |
| 4     | مدافع  | سعيد المسلك     | B1      | 14 أكتوبر 2000 (العمر 23) |
| 5     | مدافع  | هشام لملس       | B1      | 1 سبتمبر 1991 (العمر 32)  |
| 6     | مدافع  | الحبيب ايت باجا | B1      | 24 فبراير 1998 (العمر 26) |
| 7     | مهاجم  | أيوب حديمي      | B1      | 31 ديسمبر 1998 (العمر 25) |
| 8     | وسط    | محمد الحموشي    | B1      | 18 فبراير 2003 (العمر 21) |
| 9     | مهاجم  | زهير سنيسلة     | B1      | 24 يناير 1999 (العمر 25)  |
| 10    | مهاجم  | عبد الرزاق حطاب | B1      | 11 يوليو 1991 (العمر 33)  |
| 12    | حارس   | خالد كرمادي     | مُبصِر    | 27 يونيو 1982 (العمر 42)  |

مرحلة المجموعات

### المجموعة ب
| م | الفريق    | لعب | ف | ت | خ | أ.له | أ.ع | أ.ف | نقاط | التأهل                       |
| - | --------- | --- | - | - | - | ---- | --- | --- | ---- | ---------------------------- |
| 1 | كولومبيا  | 3   | 2 | 1 | 0 | 2    | 0   | +2  | 7    | نصف النهائي                  |
| 2 | الأرجنتين | 3   | 1 | 2 | 0 | 1    | 0   | +1  | 5    | نصف النهائي                  |
| 3 | المغرب    | 3   | 1 | 1 | 1 | 1    | 1   | 0   | 4    | مباراة المركز الخامس والسادس |
| 4 | اليابان   | 3   | 0 | 0 | 3 | 0    | 3   | −3  | 0    | مباراة المركز السابع والثامن |

| المغرب | 0–0   | الأرجنتين |
| ------ | ----- | --------- |
|        | تقرير |           |

| اليابان | 0–1   | المغرب              |
| ------- | ----- | ------------------- |
|         | تقرير | - Sasaki 26' (ه.ذ.) |

| كولومبيا  | 1–0   | المغرب |
| --------- | ----- | ------ |
| Pérez 25' | تقرير |        |

مباراة تحديد المركز الخامس
| الصين    | 1–0   | المغرب |
| -------- | ----- | ------ |
| - Liu 9' | تقرير |        |

## ركوب الدراجات
أرسل المغرب متسابقًا واحدًا من ذوي الاحتياجات الخاصة للمنافسة في مسابقة الدراجات الهوائية البارالمبية بعد أن احتل المركز الأول بين الدول المؤهلة في تصنيف تخصيص الأمم للاتحاد الدولي للدراجات لعام 2022.

### الطريق
الرجال
| الرياضي       | الفعالية                | الوقت    | الرتبة |
| ------------- | ----------------------- | -------- | ------ |
| هيثم العمراوي | سباق الطريق للرجال C1-3 | 2:08:15  | 24     |
| هيثم العمراوي | سباق ضد الزمن للرجال C1 | 23:36.52 | 8      |

## رفع الأثقال
| الرياضي      | الفعالية       | المحاولات (كلغ) | المحاولات (كلغ) | المحاولات (كلغ) | المحاولات (كلغ) | النتيجة (كلغ) | الرتبة |
| الرياضي      | الفعالية       | 1               | 2               | 3               | 4               | النتيجة (كلغ) | الرتبة |
| ------------ | -------------- | --------------- | --------------- | --------------- | --------------- | ------------- | ------ |
| وفاء العزاب  | 45 كلغ للسيدات | 120             |                 |                 | —               | 100           | 5      |
| نجاة القكرعة | 61 كلغ للسيدات | 100             |                 | 124             | —               | 124           | 4      |

## التايكوندو
شارك المغرب بثلاثة رياضيين للمنافسة في مسابقة الألعاب البارالمبية. تأهل أيوب أدوش، ورشيد إسماعيلي، ورجاء أكرماش، إلى باريس 2024، بعد فوزهم بالميداليات الذهبية في فئاتهم، من خلال تصفيات أفريقيا 2024 في داكار، السنغال.
| الرياضي       | الفعالية        | الجولة الأولى                 | ربع النهائي                        | الدور نصف النهائي | إعادة المباراة 1 | إعادة المباراة 2                            | النهائي / BM                 | النهائي / BM |
| الرياضي       | الفعالية        | المنافس النتيجة               | المنافس النتيجة                    | المنافس النتيجة   | المنافس النتيجة  | المنافس النتيجة                             | المنافس النتيجة              | المرتبة      |
| ------------- | --------------- | ----------------------------- | ---------------------------------- | ----------------- | ---------------- | ------------------------------------------- | ---------------------------- | ------------ |
| أيوب الدويش   | الرجال –63 kg ‏  | توخيروف (أوزبكستان) · W 17–15 | بوسولو (إيطاليا) · L 4-17          | تقدم تلقائي       | —                | إنكارناسيون (جمهورية الدومينيكان) · W 19–13 | توركواتو (البرازيل) · WWD    | الثالث       |
| رشيد إسماعيلي | الرجال –80 kg ‏  | دومباييف (كازاخستان) ·        |                                    |                   |                  |                                             |                              |              |
| نوال لعريف    | السيدات –47 kg ‏ | تشاتشيبايا (جورجيا) · W 12–11 |                                    |                   |                  |                                             |                              |              |
| رجاء أكرماش   | السيدات +65 kg  | ونجسوان (تايلاند) · W 28–4    | تروسديل (بريطانيا العظمى) · L 9–30 | تقدم تلقائي       | —                | راسيك (صربيا) · W 12–0                      | مينيزيس (البرازيل) · W 24–15 | الثالث       |

تأهل المغرب إلى دورة الألعاب البارالمبية بحصوله على الميدالية الذهبية في الألعاب الأفريقية البارالمبية 2023 في أكرا، غانا.

## كرة المضرب على الكراسي المتحركة
أدخل المغرب لاعبًا واحدًا إلى الألعاب البارالمبية بفضل حصوله على الميدالية الذهبية في الألعاب الإفريقية لذوي الاحتياجات الخاصة 2023 التي أقيمت في أكرا بغانا.
| الرياضي                 | الفعالية        | الجولة 64                           | الجولة 32                                             | الجولة 16       | ربع النهائي     | نصف النهائي     | النهائي / BM    |
| الرياضي                 | الفعالية        | المنافس النتيجة                     | المنافس النتيجة                                       | المنافس النتيجة | المنافس النتيجة | المنافس النتيجة | المنافس النتيجة |
| ----------------------- | --------------- | ----------------------------------- | ----------------------------------------------------- | --------------- | --------------- | --------------- | --------------- |
| لحاج بوقرطاشا           | الفردي للرجال ‏  | Ding (الصين) · L 1-6, 6-2, 4-6      | لم يتقدم                                              | لم يتقدم        | لم يتقدم        | لم يتقدم        | لم يتقدم        |
| سعيد همام               | الفردي للرجال ‏  | وارد (بريطانيا العظمى) · L 3-6, 6-7 | لم يتقدم                                              | لم يتقدم        | لم يتقدم        | لم يتقدم        | لم يتقدم        |
| لحاج بوقرطاشا سعيد همام | الزوجي للرجال ‏  | —                                   | بارترام / · وارد (بريطانيا العظمى) · L 3-6, 6-3, 5-10 | لم يتقدم        | لم يتقدم        | لم يتقدم        | لم يتقدم        |
| نجوى عوان               | الفردي للسيدات ‏ | —                                   | زكري (إسرائيل) · L 3-6, 2-6                           | لم يتقدم        | لم يتقدم        | لم يتقدم        | لم يتقدم        |
| سميرة بنيشي             | الفردي للسيدات ‏ | —                                   | شاستو (فرنسا) · L 0-6, 1-6                            | لم يتقدم        | لم يتقدم        | لم يتقدم        | لم يتقدم        |
| نجوى عوان سميرة بنيشي   | الزوجي للسيدات ‏ | —                                   | جوو / · وانغ (الصين) · L 1-6,1-6                      | لم يتقدم        | لم يتقدم        | لم يتقدم        | لم يتقدم        |